# FFG-821 서울
서울함은 대구함급으로써 해군이 운용 중인 1500톤급 호위함(FF)과 1000톤급 초계함(PCC)을 대체하기 위해 2019년 11월 11일 진수하게 되었다. 길이 122m, 폭 14m, 높이 35m 규모에 최고속력은 30노트(시속 55.5km)이다.
5인치 함포와 함대함유도탄, 한국형수직발사대, 전술함대지유도탄, 근접방어무기체계 등을 갖췄으며, 해상작전헬기 1대를 운용할 수 있다. 추진 체계는 가스터빈과 추진전동기를 사용하는 하이브리드 체계(기계식+전기식)를 사용하여
수중의 방사 소음을 감소시켜 과거의 한국형 호위함에 비해 한 층 업그레이드 된 추진 체계를 갖추게 되었다.
서울함은 선체고정식음탐기(HMS)와 더불어 예인형 선배열음탐기(TASS)도 함께 탑재되었다. 대함, 대공, 대지, 대잠수함 작전 능력을 갖춘 최신예 전투함으로 해역 함대의 전투력 향상과 합동작전도 수행능력 또한 강화되었다.
해군은 시운전 과정과 전력화 과정을 거쳐 서울함을 2021년 상반기 실전 배치할 계획이다.